# Archbald
Le borough d’Archbald est situé dans le comté de Lackawanna, dans le Commonwealth de Pennsylvanie, aux États-Unis. Sa population s’élevait à 6 984 habitants lors du recensement de 2010, estimée à 6 979 habitants en 2016.

## Source
- (en) Cet article est partiellement ou en totalité issu de l’article de Wikipédia en anglais intitulé « Archbald, Pennsylvania » (voir la liste des auteurs).